# 불리 효과
불리 효과(Disparate impact)는 미국 법률에서 고용주나 집주인이 적용하는 규칙이 형식적으로는 중립임에도 불구하고 보호 특성을 지닌 특정 그룹의 사람들에게 다른 그룹보다 더 부정적인 영향을 미치는 고용, 주택 및 기타 영역의 관행을 말한다. 보호되는 계층은 법령에 따라 다르지만 대부분의 연방 민권법에서는 인종, 피부색, 종교, 출신 국가 및 성별을 보호되는 특성으로 간주하며 일부 법률에는 장애 상태 및 기타 특성도 포함된다.
1964년 민권법 제7장 위반은 고용 관행이나 정책이 보호 계층의 비구성원에 비해 보호 계층의 구성원에게 불균형적으로 부정적인 영향을 미친다는 것을 입증함으로써 입증될 수 있다. 따라서 타이틀 VII(Title VII)에 따른 불리 효과 이론은 고용주가 "보호 계층의 구성원에게 부당하게 부정적인 영향을 미치는 표면적으로 중립적인 고용 관행을 사용하는 것을 금지한다. 표면적으로 중립적인 고용 관행은 표면적으로 차별적인 것처럼 보이지 않는 것이다. 오히려 적용이나 효과에 있어 차별적인 것이다." 서로 다른 영향이 나타나는 경우, 피고 고용주가 문제의 관행이나 정책이 문제의 직무 요구 사항과 입증 가능한 관계가 있음을 입증하지 않는 한, 의도적인 차별을 보여줄 필요 없이 원고가 승소할 수 있다. 이것이 "비즈니스 필요성"에 대한 방어이다.
1964년 민권법 타이틀 VI와 같은 일부 민권법에는 민간 소송권을 생성하는 불리 효과 조항이 포함되어 있지 않지만, 연방 정부는 이러한 법률에 따라 여전히 불리 효과 청구를 추구할 수 있다. 명시적인 불리 효과 조항을 포함하고 있지는 않지만, 미국 대법원은 1967년 고용상 연령 차별 금지법과 1968년 공평주거권리법이 불리 효과에 대한 소송 원인을 창출한다고 판결했다.

## 같이 보기
- 인과 추론
- 차별
- 회귀 분석
- 심슨의 역설